# La Chapelle-du-Bois
La Chapelle-du-Bois is een gemeente in het Franse departement Sarthe (regio Pays de la Loire) en telt 799 inwoners (1999). De plaats maakt deel uit van het arrondissement Mamers.

## Geografie
De oppervlakte van La Chapelle-du-Bois bedraagt 16,5 km², de bevolkingsdichtheid is 48,4 inwoners per km².
De onderstaande kaart toont de ligging van La Chapelle-du-Bois met de belangrijkste infrastructuur en aangrenzende gemeenten.

## Demografie
Onderstaande figuur toont het verloop van het inwonertal (bron: INSEE-tellingen).